# Nova Luzitânia
Nova Luzitânia este un oraș în São Paulo (SP), Brazilia.